# Francisco Kadima
Franciso Trovoada de Deus Kadima (ur. 22 sierpnia 1989) – angolski zapaśnik walczący w obu stylach. Zajął 26. miejsce na mistrzostwach świata w 2018 i 2023 roku.
Brązowy medalista mistrzostw Afryki w 2023 i 2024, zdyskwalifikowany w 2018 roku. 